# 2gether: The Series
2gether: The Series (thaï : เพราะเราคู่กัน) est une série télévisée thaïlandaise diffusée du 21 février au 15 mai 2020 sur GMM 25. Elle est suivie d'une saison 2 intitulée (Still) 2gether et composée de 5 épisodes, diffusée du 14 août au 11 septembre 2020 sur GMM 25.

## Synopsis
Tine a un admirateur gay dans son université nommé Green. Pour que Green le laisse tranquille, ses amis le convainquent de faire de Sarawat, un guitariste et joueur de football populaire et attrayant, son faux copain. Après l'échec de sa première tentative, Tine rejoint le club de musique, dont Sarawat est membre. Finalement, Sarawat accepte l'offre de Tine mais arrive à un point où il se demande quand leur fausse relation prendra fin. L'ambiguïté de leur relation conduit plus tard à un conflit entre Tine et Sarawat.

## Distribution

### Acteurs principaux
- Metawin Opas-iamkajorn (Win) : Tine Teepakorn
- Vachirawit Chiva-aree (Bright) : Sarawat Guntithanon

### Acteurs secondaires
- Korawit Boonsri (Gun) : Green
- Sivakorn Lertchuchot (Guy) : Dim
- Pornnappan Pornpenpipat (Nene) : Air
- Rachanun Mahawan (film) : Earn
- Pattranite Limpatiyakorn (Love) : Pear
- Thanawat Rattanakitpaisan (Khaotung) : Fong
- Pluem Pongpisal : Phuak
- Chayakorn Jutamat (JJ) : Ohm
- Chanagun Arpornsutinan (Gunsmile) : Boss
- Chinnarat Siripongchawalit (Mike) : Man
- Sattabut Laedeke (Drake) : Mil
- Thanatsaran Samthonglai (Frank) : Phukong
- Jirakit Kuariyakul (Toptap) : Type
- Phakjira Kanrattanasoot (Nanan) : Fang
- Benyapa Jeenprasom (View) : Noomnim
- Chalongrat Novsamrong (First) : Chat